# Evergrande Group
China Evergrande Group — многопрофильный китайский инвестиционный холдинг, крупнейший оператор жилой недвижимости в южной провинции Гуандун и один из крупнейших операторов недвижимости Китая (входил в число двадцати крупнейших компаний страны). Основан в 1996 году, формально зарегистрирован на Каймановых островах, фактическая штаб-квартира расположена в городе Шэньчжэнь. Контрольный пакет акций Evergrande Group принадлежит китайскому миллиардеру Хёй Каяню (он же Сюй Цзяинь). Миноритарными акционерами Evergrande Group являются гонконгская группа Chinese Estates Holdings и глава корпорации Alibaba Group миллиардер Джек Ма.
Кроме операций с недвижимостью Evergrande Group занимается строительством, туризмом, гостиничным бизнесом, тематическими парками, здравоохранением, производством электромобилей, спортивным и развлекательным бизнесом. По состоянию на 2019 год выручка Evergrande Group составляла 71,7 млрд долл., прибыль — 5,8 млрд долл., активы — 273,8 млрд долл., рыночная стоимость — 42,5 млрд долл. В компании работало 125,5 тыс. сотрудников.
Основными конкурентами Evergrande Real Estate Group на крупнейшем в Китае рынке недвижимости Гуандуна являются компании Country Garden Holdings, China Vanke, Poly Developments and Holdings, Guangzhou R&F Properties, Agile Property, Gemdale Group, Logan Property Holdings, Kaisa Group, Times Property Holdings и Hopson Development.

## История
Компания Evergrande Group была основана в 1996 году в городе Гуанчжоу и начинала свой бизнес со строительства доступного жилья. Спустя три года Evergrande Real Estate Group вошла в десятку крупнейших девелопментских компаний города. С 2000 года Evergrande сосредоточилась на строительстве элитной недвижимости под брендом «Jinbi».
В 2006 году Evergrande Real Estate Group привлекла в качестве иностранных инвесторов таких финансовых гигантов, как Temasek Holdings, Deutsche Bank и Merrill Lynch. Полученные средства позволили компании выйти на прибыльные рынки недвижимости Шанхая, Тяньцзиня, Уханя и Чэнду, а также войти в число двадцати крупнейших застройщиков Китая.
В 2009 году компания Evergrande Real Estate Group вышла на Гонконгскую фондовую биржу, став крупнейшим материковым оператором недвижимости в Гонконге по рыночной стоимости. В 2010 году группа приобрела футбольный клуб Guangzhou Evergrande Taobao (Гуанчжоу), который вскоре под предводительством итальянского тренера Марчелло Липпи выиграл Азиатскую лигу чемпионов. К концу 2011 года группа Evergrande реализовала более 200 строительных проектов в 120 крупных городах Китая. В 2013 году продажи компании впервые превысили 100 млрд юаней.
В 2015 году Evergrande Group начала диверсификацию своего бизнес-портфеля, инвестировав средства в финансовый сектор, туризм и здравоохранение. В 2016 году Evergrande Group вошла в список 500 крупнейших компаний мира и стала крупнейшим в мире девелопером недвижимости. Стратегия компании, ориентированная на быстрый рост активов и выручки за счёт быстрого роста долга, была успешной, пока быстро росли и цены на недвижимость (в этот период Пекин, Шанхай и Шэньчжэнь вошли в десятку городов мира с самым дорогим жильём), но с началом замедления экономики КНР в 2016 году такая стратегия начала пробуксовывать. Компании пришлось замедлить скупку новых земельных участков, привлечь новых инвесторов и ещё больше расширить сферу деятельности, на этот раз в производство электромобилей, купив в 2017 году 45-процентную долю в американском стартапе Faraday Future.
В январе 2019 года Evergrande Group приобрела шведского производителя электрокаров National Electric Vehicle Sweden, который в свою очередь контролирует автомобильную компанию Saab Automobile AB (Тролльхеттан) и имеет долю в производителе спортивных автомобилей Koenigsegg (Энгельхольм). В первом полугодии 2020 года Evergrande Group успешно преодолела кризис на рынке недвижимости, возникший в связи с пандемией, однако позже её продажи обрушились. В ноябре 2020 года Evergrande Group продала 40,96 % акций Guanghui Group за 2,23 млрд долл. государственной энергетической корпорации Shenergy Group (Шанхай). Летом 2021 года из-за долгов Evergrande Group начала искать инвестора для своего подразделения электромобилей Evergrande New Energy Vehicle Group.
Под давлением властей владелец Evergrande Group Хёй Каянь для погашения долгов продал недвижимости и предметов искусства на сумму в 1,1 млрд долларов. В январе 2022 года дочерняя компания Hengchi Automobile начала массовый выпуск электромобилей модели Hengchi 5.

### Проблемы с ликвидностью
В августе 2020 года руководство конгломерата Evergrande Group приняло участие в совещании с представителями Народного банка и Министерства жилья, городского и сельского и строительства Китая, на котором была объявлена новая государственная политика «трёх красных линий», направленная на оздоровление ситуации с задолженностью в строительном секторе. По состоянию на середину 2021 года из всех крупных застройщиков Китая только у Evergrande были нарушены все три «красные линии».
В сентябре 2021 года долги China Evergrande Group достигли 305 млрд долларов, а акции компании на Гонконгской фондовой бирже начали стремительно падать (менее чем за год они потеряли 84 % своей цены). Рейтинговое агентство Standard & Poor’s предупредило о возможном дефолте второго по величине китайского застройщика. Благодаря принятым в октябре—ноябре 2021 года мерам компании удалось избежать полномасштабного кризиса неплатежей, однако порядок купонных выплат оставался напряжённым.
В начале декабря 2021 года Evergrande Group объявила дефолт по своему долгу перед глобальными инвесторами и начала процесс реструктуризации. К декабрю 2021 года китайские кредиторы подали на компанию в суд гражданские иски на сумму 13,2 миллиардов долларов. Несмотря на дефолт, к концу 2021 года Evergrande возобновил работы на 92 % своих объектов (в сентябре 2021 года работы велись на 50 % объектов), а число строительных рабочих выросло на 31 % до 98 тыс. человек.
В августе 2023 года Evergrande Group подала заявление в нью-йоркский суд о банкротстве и защите от кредиторов в США. В сентябре 2023 года китайские власти задержали нескольких топ-менеджеров Evergrande Group, а Хёй Каянь был помещён под домашний арест. Группа начала пересмотр плана реструктуризации своих долгов, что ещё больше обрушило акции и облигации Evergrande.
29 января 2024 года суд Гонконга постановил ликвидировать компанию Evergrande, которая имела совокупные долговые обязательства в более чем 300 млрд долларов США. В этот же день акции China Evergrande Group рухнули на более чем 20 %, из-за чего Гонконгская фондовая биржа приостановила торги ценными бумагами трёх листинговых компаний группы. Банкротство Evergrande стало одним из крупнейших банкротств в мире и крупнейшим банкротством в китайском секторе недвижимости.

## Собственники и руководство
Основателю компании Хёй Каяню принадлежит 77,47 % акций Evergrande Group, в основном через зарегистрированную на Британских Виргинских островах компанию Xin Xin (BVI) Limited, он же занимает пост председателя совета директоров. Хёй Каянь является крупнейшим филантропом Китая, опережая таких крупных благотворителей, как Ян Гоцян (глава Country Garden Holdings) и Джек Ма (глава Alibaba Group).

## Структура

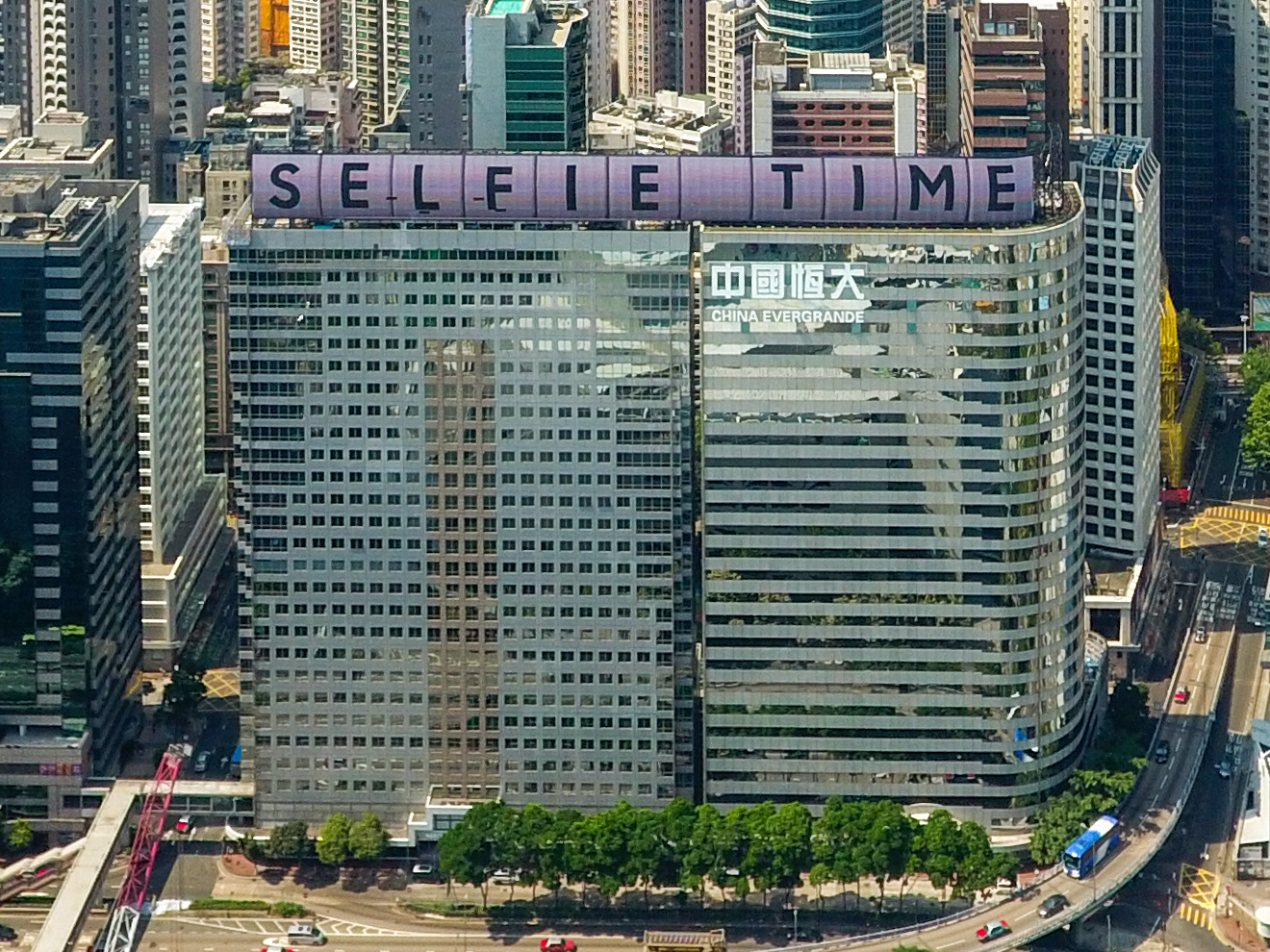
Evergrande Centre в Гонконге

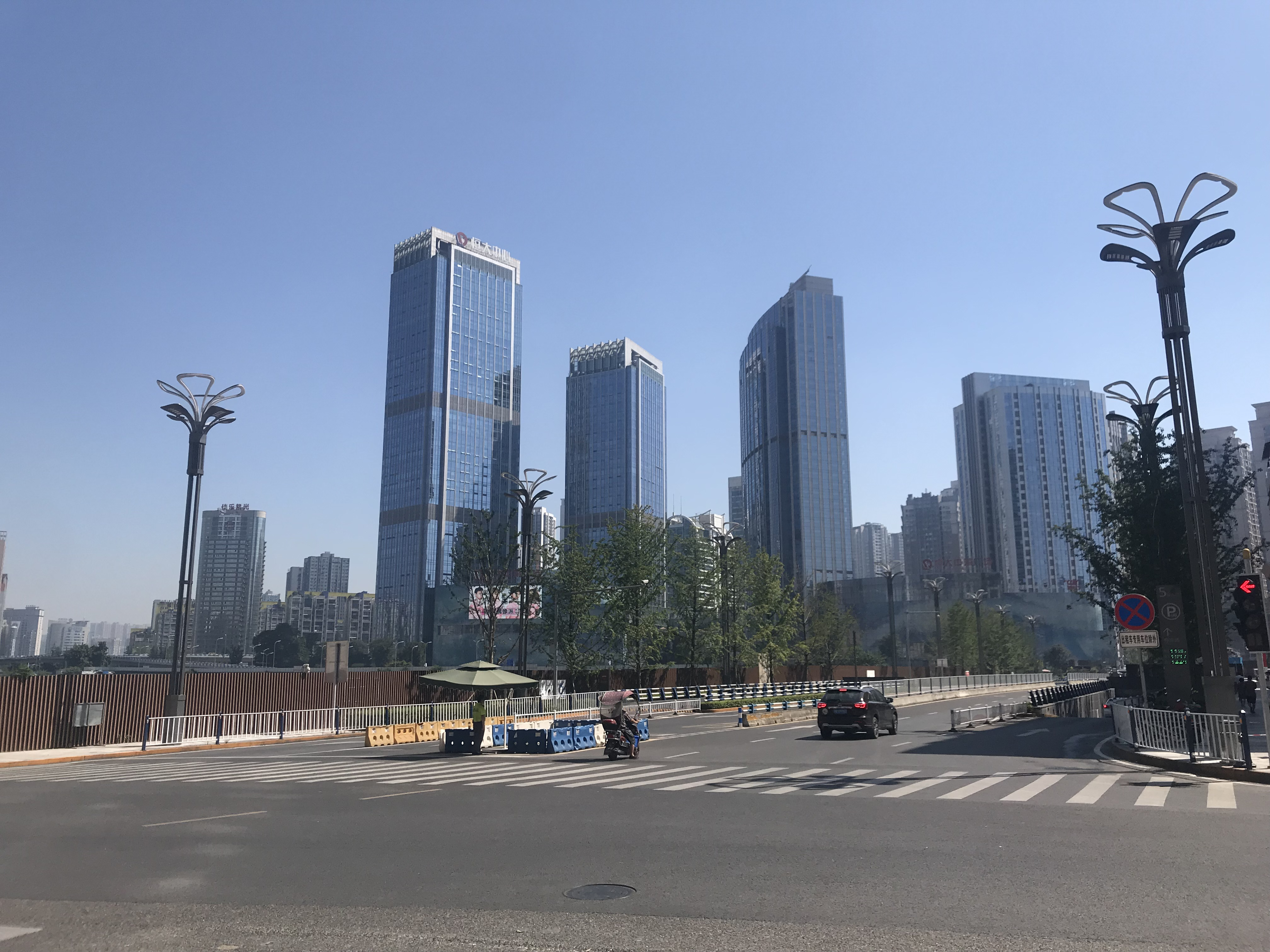
Evergrande Center в Чунцине

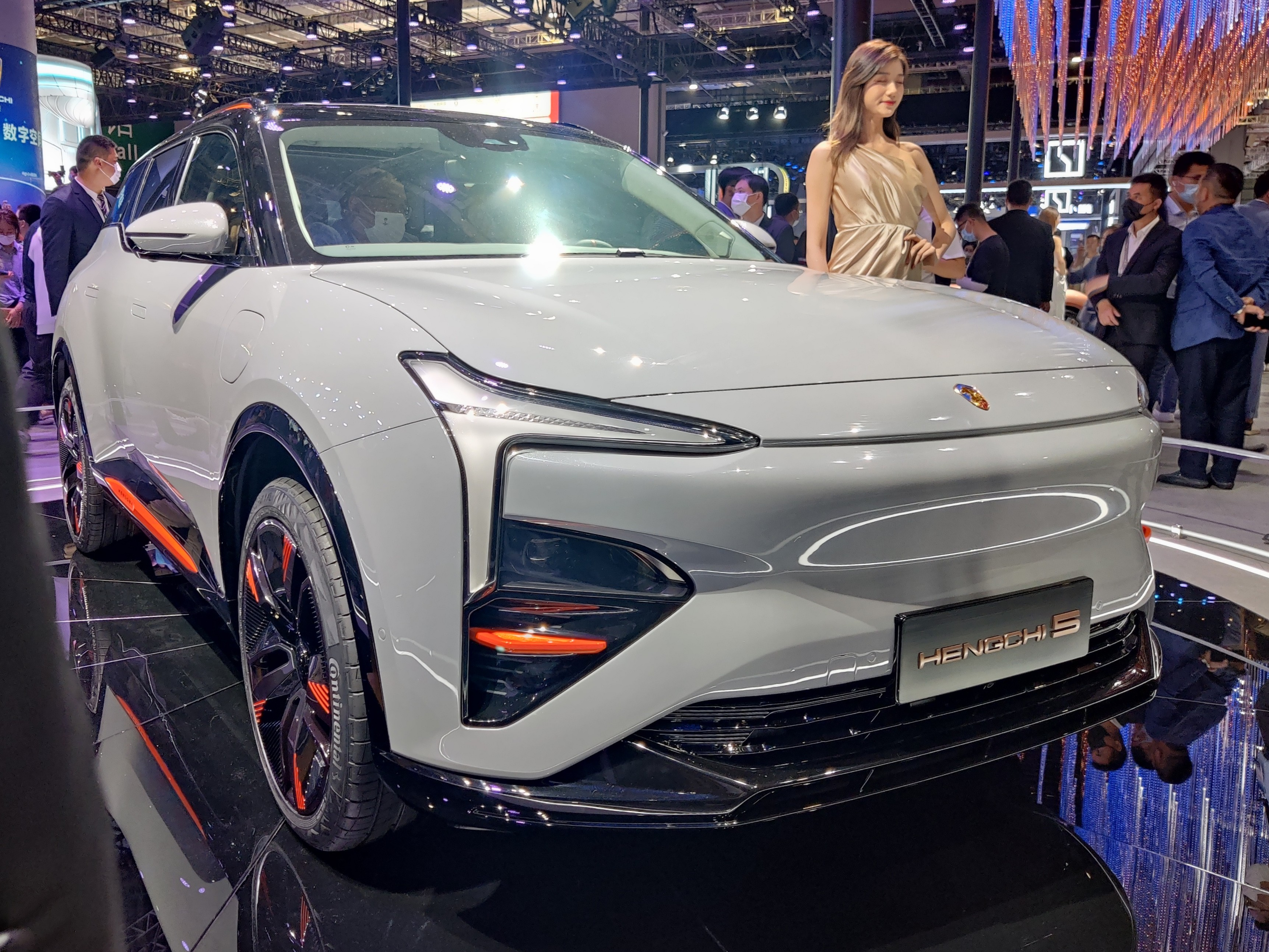
Электромобиль марки Hengchi

- Evergrande Real Estate Group имеет более 800 жилых, офисных и торговых проектов в более чем 280 городах Китая (крупнейшие активы сосредоточены в городах Гуанчжоу, Фошань, Дунгуань, Шэньчжэнь, Гонконг, Чанша, Наньнин, Гуйян, Куньмин, Чунцин, Чэнду, Сиань, Хэфэй, Нанкин, Ухань, Лоян, Чжэнчжоу, Тайюань, Тяньцзинь, Шэньян)[39].
- Evergrande Automotive Group (включая дочерние компании Evergrande New Energy Automotive, National Electric Vehicle Sweden, Saab Automobile, Koenigsegg, Protean и e-Traction) производит электромобили под брендом Hengchi в Швеции и Китае (заводы в Гуанчжоу, Шанхае и Тяньцзине), автомобильные комплектующие в Германии, Нидерландах, Великобритании и Китае, а также ведёт научно-исследовательские работы в Китае, Японии, Южной Корее, Швеции, Германии, Австрии, Нидерландах, Великобритании и Италии[21][40][41].
- Evergrande Power Technology Group (включая дочернюю компанию CENAT) производит аккумуляторные батареи в Японии и Китае.
- Evergrande New Energy Technology Group развивает крупнейшую в Китае сеть станций зарядки электромобилей.
- Evergrande Tourism Group управляет сетью тематических парков китайской истории и культуры Evergrande Fairyland, термальным аквапарком Evergrande Water World и парком развлечений Ocean Flower Island на острове Хайнань[42].
- Evergrande Health Group (котируется на Гонконгской фондовой бирже) занимается медицинскими исследованиями и управляет сетью домов для пожилых людей Evergrande Healthy Land, сетью женских больниц Boao Evergrande International Hospital и сетью медицинских курортов[43].
- Evergrande Hi-tech Agriculture занимается развитием современных сельскохозяйственных технологий.
- Evergrande Life Insurance занимается страхованием жизни и медицинским страхованием[44].
- China Calxon Group (котируется на Шэньчжэньской фондовой бирже) управляет сетью из более чем ста кинотеатров.
- HengTen Networks Group (совместное предприятие Evergrande Group и Tencent) работает в сфере интернет-услуг.
- Evergrande Pictures (производство и продвижение фильмов, включая «Русалка и дочь короля»).

Также Evergrande Group инвестирует средства в производство минеральной воды под маркой Evergrande Spring, детского питания, свинины и в высокотехнологические сектора, включая авиастроение, возобновляемая энергетика (солнечные батареи), искусственный интеллект, суперкомпьютеры, медицинская робототехника и онлайн-торговля.
|                     | 2006…   | 2011  | 2012  | 2013  | 2014  | 2015  | 2016  | 2017  | 2018  | 2019  | 2020  | 2021   | 2022   |
| ------------------- | ------- | ----- | ----- | ----- | ----- | ----- | ----- | ----- | ----- | ----- | ----- | ------ | ------ |
| Оборот              | 1,983…  | 61,92 | 65,26 | 93,67 | 111,4 | 133,1 | 211,4 | 311,0 | 466,2 | 477,6 | 507,2 | 250,0  | 230,1  |
| Чистая прибыль      | 0,325…  | 11,73 | 9,182 | 13,71 | 18,17 | 17,37 | 12,73 | 40,91 | 66,70 | 17,28 | 8,076 | -476,0 | -105,9 |
| Активы              | 7,794…  | 179,0 | 239,0 | 348,1 | 474,5 | 757,0 | 1351  | 1762  | 1880  | 2207  | 2301  | 2107   | 1838   |
| Собственный капитал | -0,508… | 34,13 | 41,69 | 79,34 | 112,4 | 142,1 | 192,5 | 242,2 | 308,6 | 145,7 | 146,9 | -391,3 | -499,5 |

## Спорт
Evergrande Group принадлежат мужской футбольный клуб Guangzhou Evergrande Taobao, выступающий в китайской Суперлиге (другим совладельцем клуба является интернет-гигант Alibaba Group), и женский волейбольный клуб Guangdong Evergrande (Шэньчжэнь). В 2012 году Evergrande Group открыла в городе Цинъюань крупнейшую в стране частную футбольную школу.